# Llima (color)
Llima és un color entre el groc i el verd, semblant al del fruit tropical llima. Es troba entre el color HTML chartreuse i el groc al cercle cromàtic.
Una mostra del color llima:

## Usos
- El llima és un color popular en art psicodèlic.

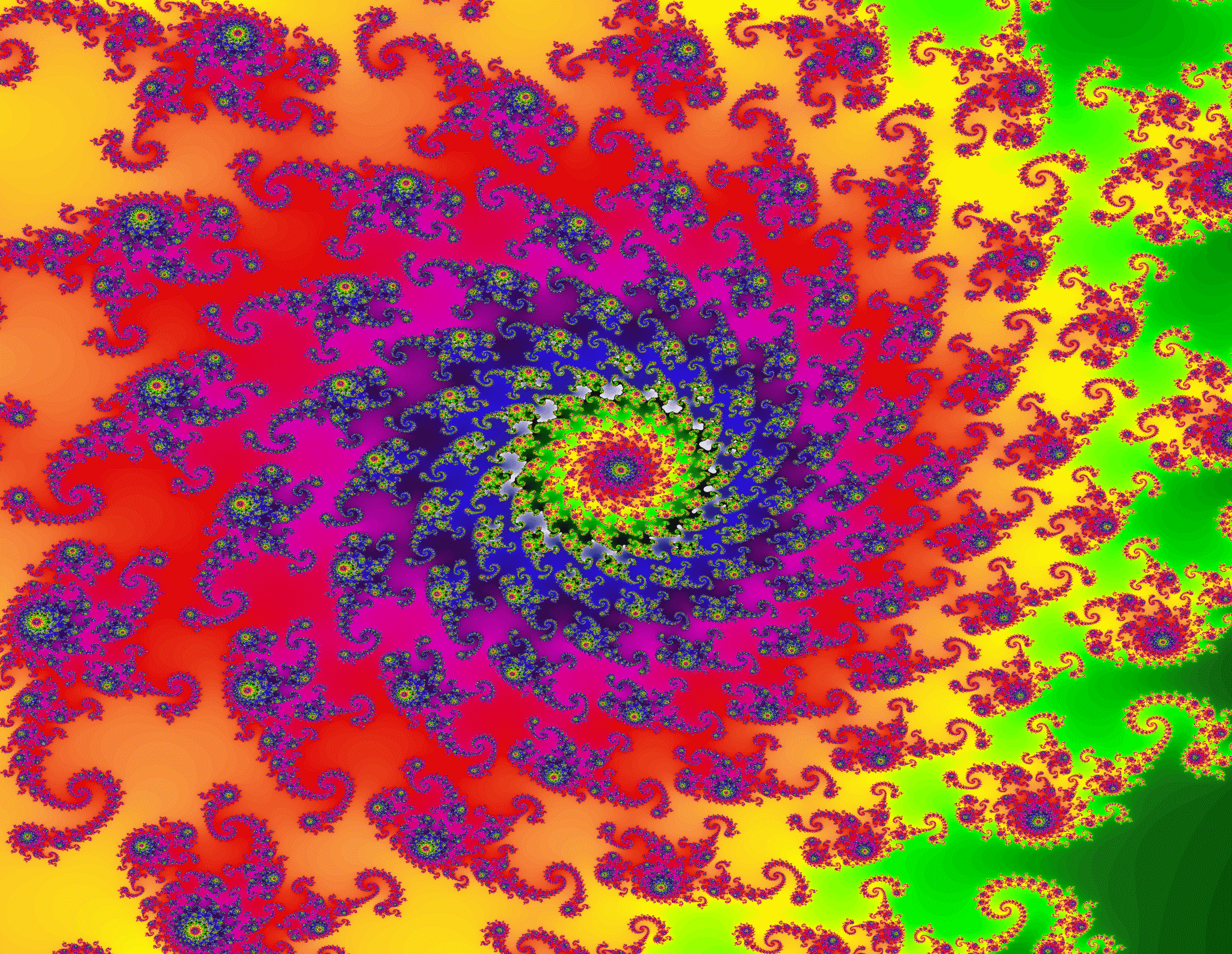
Clàssica espiral psicodèlica
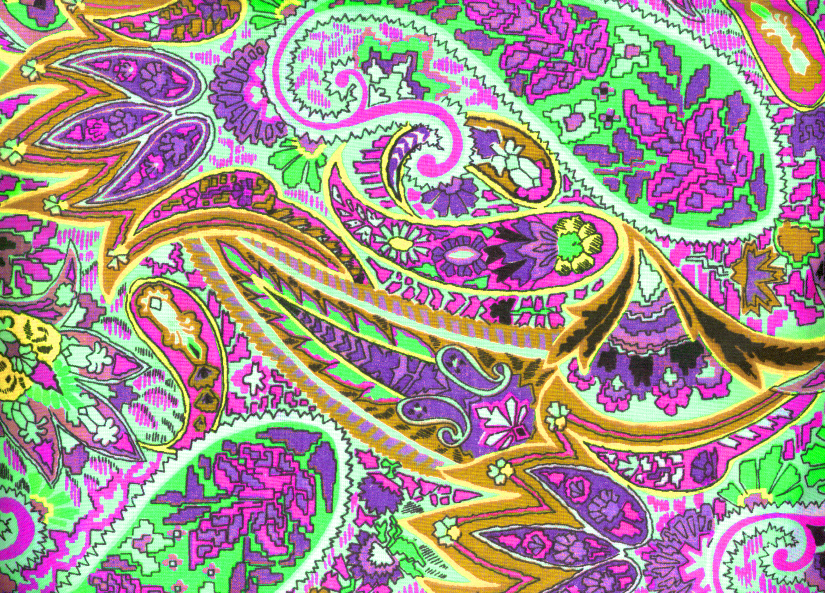
Disseny Paysley en art psicodèlic